# Eswatini
Eswatini (tiếng Swazi: eSwatini [ɛswáˈtʼiːni]), tên chính thức là Vương quốc Eswatini (tiếng Swazi: Umbuso weSwatini; tiếng Anh: Kingdom of eSwatini), cũng được biết với tên cũ Swaziland (/ˈswɑːzilænd/; SWAH-zee-land), là một quốc gia thuộc khu vực châu Phi. Đây là một quốc gia có diện tích tương đối nhỏ và không giáp biển. Nước này giáp với Nam Phi về ba phía bắc, tây, nam và giáp với Mozambique về phía đông. Tên gọi của đất nước này được đặt theo cái tên "Swazi", một ngôn ngữ thuộc nhóm ngôn ngữ Bantu ở miền nam châu Phi.
Eswatini giành được độc lập từ Anh vào ngày 6 tháng 9 năm 1968. Hiện nay nước này là một quốc gia theo chế độ quân chủ chuyên chế. Nước này đang phải đối mặt với nhiều vấn đề xã hội nghiêm trọng, đặc biệt là đói nghèo và đại dịch HIV/AIDS. Tính đến năm 2018, Eswatini có tuổi thọ thấp thứ 12 trên thế giới, ở mức 58 tuổi. Dân số của Eswatini là dân số trẻ, với độ tuổi trung bình là 20,5 tuổi và những người từ 14 tuổi trở xuống chiếm 37,5% tổng dân số cả nước. Tỷ lệ tăng dân số hiện nay là 1,2%.
Eswatini là một quốc gia đang phát triển với nền kinh tế nhỏ. Với GDP bình quân đầu người là 4.145,97 đô la, nó được phân loại là một quốc gia có thu nhập trung bình thấp. Là thành viên của Liên minh Hải quan Nam Phi (SACU) và Thị trường chung Đông và Nam Phi (COMESA), đối tác thương mại địa phương chính của nó là Nam Phi. Các đối tác thương mại lớn ở nước ngoài của Eswatini là Hoa Kỳ và Liên minh Châu Âu. Phần lớn việc làm của đất nước được cung cấp bởi các lĩnh vực nông nghiệp và sản xuất. Eswatini là thành viên của Cộng đồng phát triển Nam Phi (SADC), Liên minh châu Phi, Khối Thịnh vượng chung Anh và Liên Hợp Quốc.

## Quốc hiệu
Ngày 19 tháng 4 năm 2018, Quốc vương Mswati III thông báo thay đổi tên của Vương quốc Swaziland thành Vương quốc Eswatini, vào dịp kỷ niệm 50 năm ngày eSwatini giành độc lập. Tên gọi mới Eswatini có nghĩa là "vùng đất của người Swazi" trong tiếng Swazi. Theo lập luận của quốc vương Mswati III, tên cũ "Swaziland" dễ gây nhầm lẫn với "Switzerland" - tên tiếng Anh của nước Thụy Sĩ.

## Lịch sử
Các vật cho thấy hoạt động của con người có từ thời đồ đá cũ, khoảng 200.000 năm trước, đã được tìm thấy ở Eswatini. Những bức tranh nghệ thuật trên đá thời tiền sử có niên đại từ c. 27.000 năm trước, đến gần thế kỷ 19, có thể được tìm thấy ở nhiều nơi trên khắp đất nước.

### Cư dân Swazi (thế kỷ 18 - 19)
Cư dân đầu tiên xuất hiện tại Eswatini là những bộ tộc Khoisan sống bằng nghề săn bắn. Sau đó, một dòng người Bantu rất lớn đã tràn vào vùng đất này. Bằng chứng về sự phát triển của ngành trồng trọt cũng như sử dụng công cụ bằng sắt đã được phát hiện và xác định vào khoảng thế kỷ IV. Bên cạnh đó, những tổ tiên của người Sotho và Nguni cũng đến đây trong khoảng thời gian trước thế kỷ XI.
Những người định cư Swazi, sau đó được gọi là Ngwane (hoặc bakaNgwane) trước khi đến Eswatini, đã được định cư trên bờ sông Pongola. Trước đó, họ đã định cư ở khu vực sông Tembe gần Maputo, Mozambique ngày nay. Tiếp tục xung đột với người Ndwandwe đã đẩy họ ra xa hơn về phía bắc, với Ngwane III thành lập thủ đô của mình tại Shiselweni dưới chân đồi Mhlosheni.
Dưới thời Sobhuza I, người Ngwane cuối cùng đã thành lập thủ đô của họ tại Zombodze ở vùng trung tâm của Eswatini ngày nay. Trong quá trình này, họ đã chinh phục và kết hợp các gia tộc lâu đời của đất nước được biết đến với tên Swazi là Emakhandzambili.
Quyền tự trị của nhà nước Swazi chịu ảnh hưởng của sự cai trị của Anh và Hà Lan ở miền nam châu Phi trong thế kỷ 19 và đầu thế kỷ 20. Năm 1881, chính phủ Anh đã ký một công ước công nhận nền độc lập của Swazi bất chấp cuộc tranh giành châu Phi đang diễn ra vào thời điểm đó. Sự độc lập này cũng được công nhận trong Công ước Luân Đôn năm 1884.

### Lịch sử hiện tại
Vào những năm 1890, nước Cộng hòa Transvaal tuyên bố chủ quyền đối với Eswatini nhưng chưa kịp thiết lập chế độ cai trị tại đây thì cuộc Chiến tranh Boer thứ hai (1899–1902) giữa hai nước cộng hòa của người Boer và người Anh nổ ra. Kết quả người Boer thất bại và Eswatini được đặt dưới chế độ bảo hộ của Liên Hiệp Anh. Nước này giành được độc lập và trở thành một thành viên của Khối thịnh vượng chung Anh vào ngày 6 tháng 9 năm 1968. Từ đó đến nay, Eswatini là một nước theo chế độ quân chủ chuyên chế.
Năm 2011, Swaziland bị khủng hoảng kinh tế, do các khoản thu SACU giảm. Điều này khiến chính phủ yêu cầu một khoản vay từ nước láng giềng Nam Phi. Tuy nhiên, họ không đồng ý với các điều kiện của khoản vay, trong đó bao gồm các cải cách chính trị.
Trong thời gian này, đã có áp lực gia tăng đối với chính phủ Eswatini để thực hiện nhiều cải cách. Các cuộc biểu tình công khai của các tổ chức dân sự và công đoàn trở nên phổ biến hơn. Bắt đầu từ năm 2012, những cải tiến trong biên lai SACU đã giảm bớt áp lực tài khóa đối với chính phủ Swazi. Một quốc hội mới, lần thứ hai kể từ khi ban hành hiến pháp, đã được bầu vào ngày 20 tháng 9 năm 2013. Vào thời điểm này, nhà vua tái bổ nhiệm Sibusiso Dlamini làm thủ tướng lần thứ ba.

## Chính trị
Theo thể chế Quân chủ Nghị viện, Eswatini theo chế độ lưỡng viện, (từ năm 1973).
Hiến pháp được ban hành năm 1968, năm 1973 không có hiệu lực; sau đó là các bản Hiến pháp năm 1978, 1992; năm 1996 ban hành Hiến pháp mới.
Vua bổ nhiệm Thủ tướng và các thành viên Nội các. Giúp việc cho Vua có Thượng nghị viện gồm 30 thành viên và Hạ nghị viện gồm 65 thành viên. Trong Thượng nghị viện cũng như trong Hạ Nghị viện đều có 10 thành viên do vua bổ nhiệm. Mỗi cộng đồng, trong số 40 cộng đồng bộ lạc lâu đời, bầu 2 thành viên vào cử tri đoàn. 10 thành viên của cử tri đoàn trở thành thượng nghị sĩ. 40 thành viên của cử tri đoàn trở thành hạ nghị sĩ. Không có các đảng chính trị từ năm 1973.

### Quân chủ

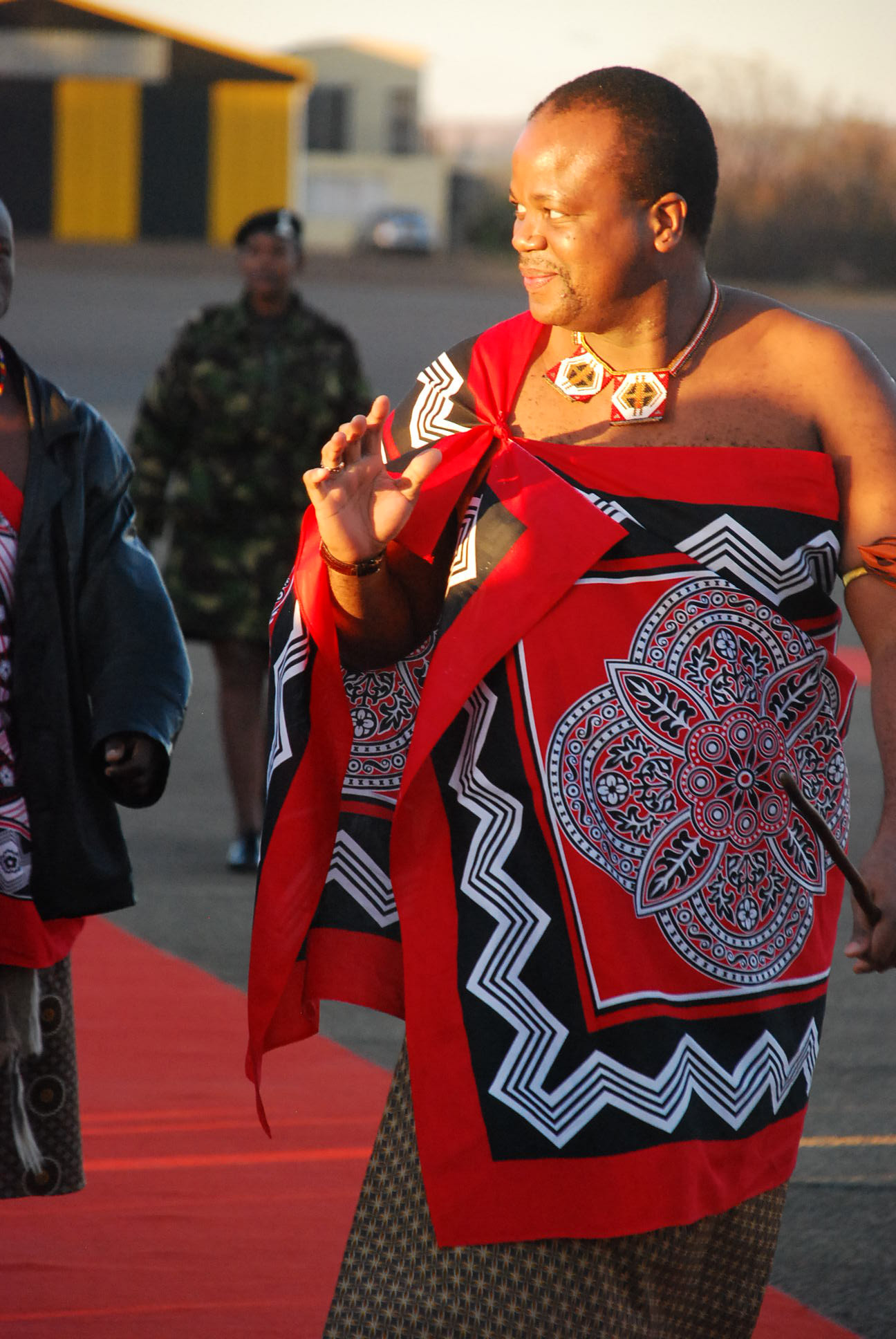
Ingwenyama Mswati III đã là vua của Eswatini từ năm 1986.

Người đứng đầu nhà nước là nhà vua hay Ngwenyama (tiếng Việt: Sư tử), hiện là Vua Mswati III, người lên ngôi năm 1986 sau cái chết của cha mình là vua Sobhuza II năm 1982 và một thời kỳ trị vì. Theo hiến pháp của đất nước, Ingwenyama là biểu tượng của sự thống nhất và vĩnh cửu của quốc gia Eswatini.
Theo truyền thống, nhà vua trị vì cùng với mẹ của mình, Ndlovukati (tiếng Việt: Voi). Trước đây được coi là nguyên thủ quốc gia và sau này là nguyên thủ tinh thần, với quyền lực thực sự đối trọng với nhà vua, nhưng, dưới triều đại Sobhuza II, vai trò của Ndlovukati chỉ mang tính biểu tượng.

### Nghị viện
Quốc hội lưỡng viện Eswatini, hay Libandla, bao gồm Thượng viện (30 ghế; 10 thành viên do Hạ viện bổ nhiệm và 20 quốc vương bổ nhiệm; phục vụ nhiệm kỳ 5 năm) và Hạ viện (65 ghế; 10 thành viên được chỉ định bởi quốc vương và 55 người được bầu bằng phiếu phổ thông, để phục vụ nhiệm kỳ năm năm). Cuộc bầu cử được tổ chức năm năm một lần sau khi nhà vua giải tán quốc hội. Cuộc bầu cử cuối cùng được tổ chức vào ngày 18 tháng 8 và ngày 21 tháng 9 năm 2018. Việc bỏ phiếu được thực hiện theo cách không đảng phái. Tất cả các thủ tục bầu cử được giám sát bởi Ủy ban bầu cử và biên giới.

### Văn hóa chính trị
Khi độc lập của Swaziland vào ngày 6 tháng 9 năm 1968, Swaziland đã thông qua một hiến pháp theo kiểu Westminster. Vào ngày 12 tháng 4 năm 1973, Vua Sobhuza II đã bãi bỏ nó bằng sắc lệnh, đảm nhận quyền lực tối cao trong tất cả các vấn đề hành pháp, tư pháp và lập pháp. Cuộc bầu cử ngoài đảng đầu tiên cho Hạ viện được tổ chức vào năm 1978, và chúng được tiến hành dưới tinkhundla với tư cách là khu vực bầu cử do Nhà vua quyết định, và thành lập Ủy ban bầu cử do Nhà vua chỉ định để giám sát việc bầu cử.
Cho đến cuộc bầu cử năm 1993, việc bầu cử là không bí mật, cử tri không được đăng ký và họ không bầu đại diện trực tiếp. Thay vào đó, các cử tri đã bầu một trường đại học bầu cử bằng cách đi qua một cổng được chỉ định cho ứng cử viên được lựa chọn. Sau đó, một ủy ban đánh giá hiến pháp đã được Vua Mswati III bổ nhiệm vào tháng 7 năm 1996, bao gồm các thủ lĩnh, nhà hoạt động chính trị và đoàn viên để xem xét đệ trình công khai và dự thảo đề xuất cho một hiến pháp mới.

### Bầu cử
Việc bầu cử sơ bộ cũng diễn ra ở cấp trưởng. Đó là bằng cách bỏ phiếu kín. Trong các cuộc bầu cử sơ bộ, các cử tri được trao cơ hội bầu thành viên của ủy ban điều hành (Bucopho) cho chức vụ lãnh đạo cụ thể đó. Các thành viên đầy tham vọng của quốc hội và Trưởng khu vực bầu cử cũng được bầu từ mỗi chức vụ lãnh đạo. Cuộc bầu cử thứ cấp và cuối cùng diễn ra tại các khu vực bầu cử khác nhau được gọi là Tinkhundla.
Các ứng cử viên đã giành chiến thắng trong cuộc bầu cử sơ bộ trong các chức vụ trưởng được coi là ứng cử viên cho các cuộc bầu cử thứ cấp ở cấp độ inkhundla hoặc khu vực bầu cử. Những người được đề cử với số phiếu đa số trở thành người chiến thắng và họ trở thành thành viên của quốc hội hoặc người đứng đầu khu vực bầu cử.

### Quan hệ ngoại giao
Eswatini là thành viên của Liên Hợp Quốc, Khối Thịnh vượng chung Anh, Liên minh châu Phi, Thị trường chung Đông và Nam Phi và Cộng đồng phát triển Nam Phi. Eswatini lập quan hệ ngoại giao với Việt Nam vào ngày 21 tháng 5 năm 2013.

### Tư pháp
Hệ thống tư pháp ở Eswatini là một hệ thống kép. Hiến pháp năm 2006 đã thiết lập một hệ thống tòa án dựa trên mô hình phương Tây bao gồm bốn Tòa án sơ thẩm khu vực, Tòa án tối cao và Tòa án phúc thẩm (Tòa án tối cao), độc lập với quyền kiểm soát ngai vàng. Ngoài ra, các tòa án truyền thống (Tòa án Eswatini hoặc Tòa án phong tục) xử lý các vi phạm nhỏ và vi phạm luật và tập quán truyền thống của người Swazi. Các thẩm phán được chỉ định bởi nhà vua và thường là người nước ngoài từ Nam Phi. Tòa án tối cao, thay thế cho Tòa phúc thẩm trước đó, bao gồm Chánh án và ít nhất bốn thẩm phán Tòa án tối cao khác. Tòa án tối cao bao gồm Chánh án và ít nhất bốn thẩm phán Tòa án tối cao.

#### Chánh án
- 1967–1970: Sir Isadore Victor Elgan
- 1998–2002: Stanley Sapire
- 2002–2007: Jacobus Annandale (quyền)
- 2007–2010: Richard Banda[38]
- 2010–2015: Michael Ramodibedi[39]
- 2015–nay: Bheki Maphalala[40]

## Quân đội

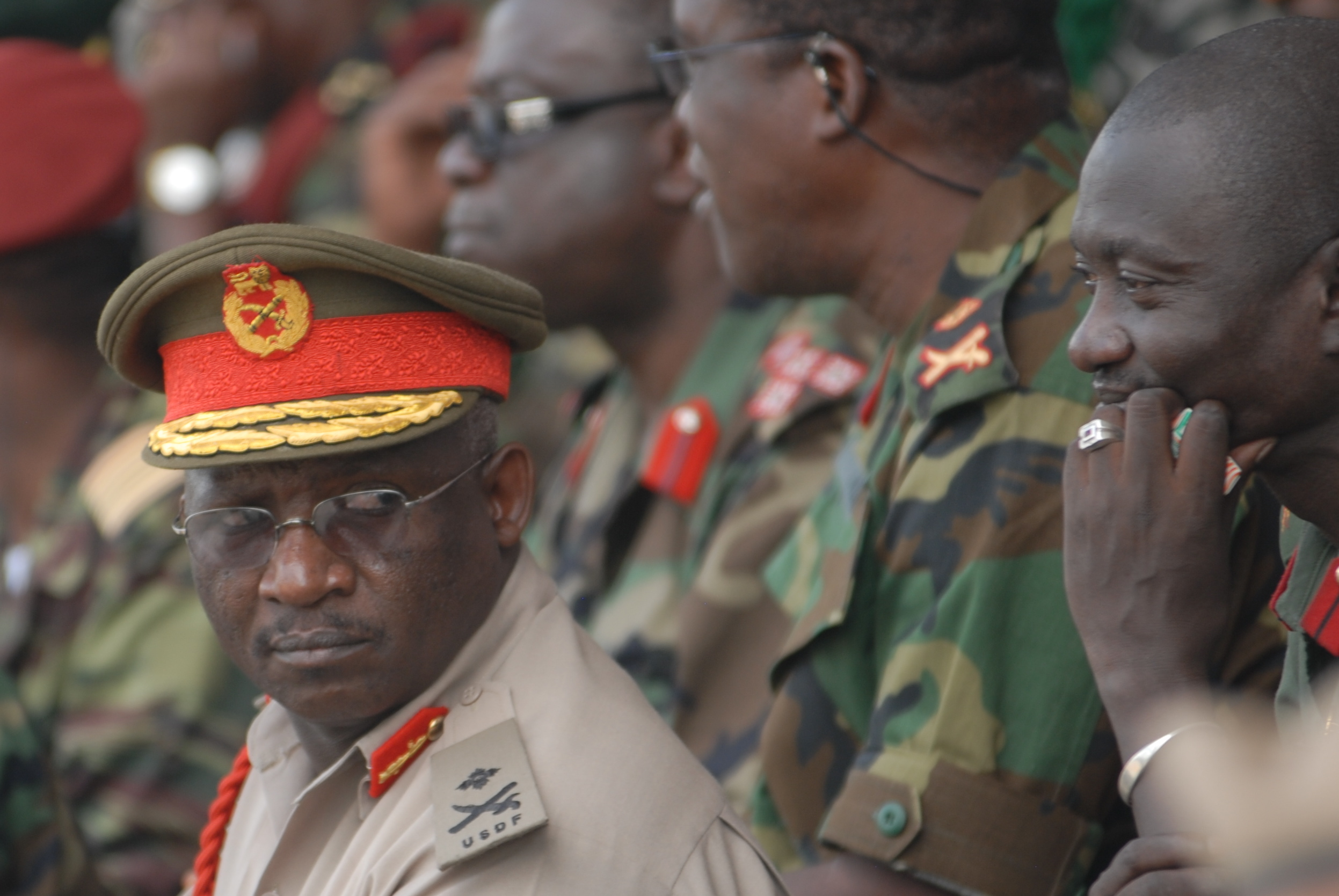
Các sĩ quan quân đội Eswatini

Quân đội Eswatini (Lực lượng phòng vệ Umbutfo Eswatini) được sử dụng chủ yếu trong các cuộc biểu tình trong nước, với một số nhiệm vụ biên giới và hải quan. Quân đội chưa bao giờ tham gia vào một cuộc xung đột nước ngoài. Nhà vua là Tổng tư lệnh của Lực lượng Quốc phòng và là Bộ trưởng thực chất của Bộ Quốc phòng.

Có khoảng 3.000 binh sĩ trong lực lượng quốc phòng, với quân đội là thành phần lớn nhất. Có một lực lượng không quân nhỏ, chủ yếu được sử dụng để vận chuyển nhà vua cũng như hàng hóa và nhân viên, khảo sát đất đai với chức năng tìm kiếm cứu nạn và huy động trong trường hợp khẩn cấp quốc gia.

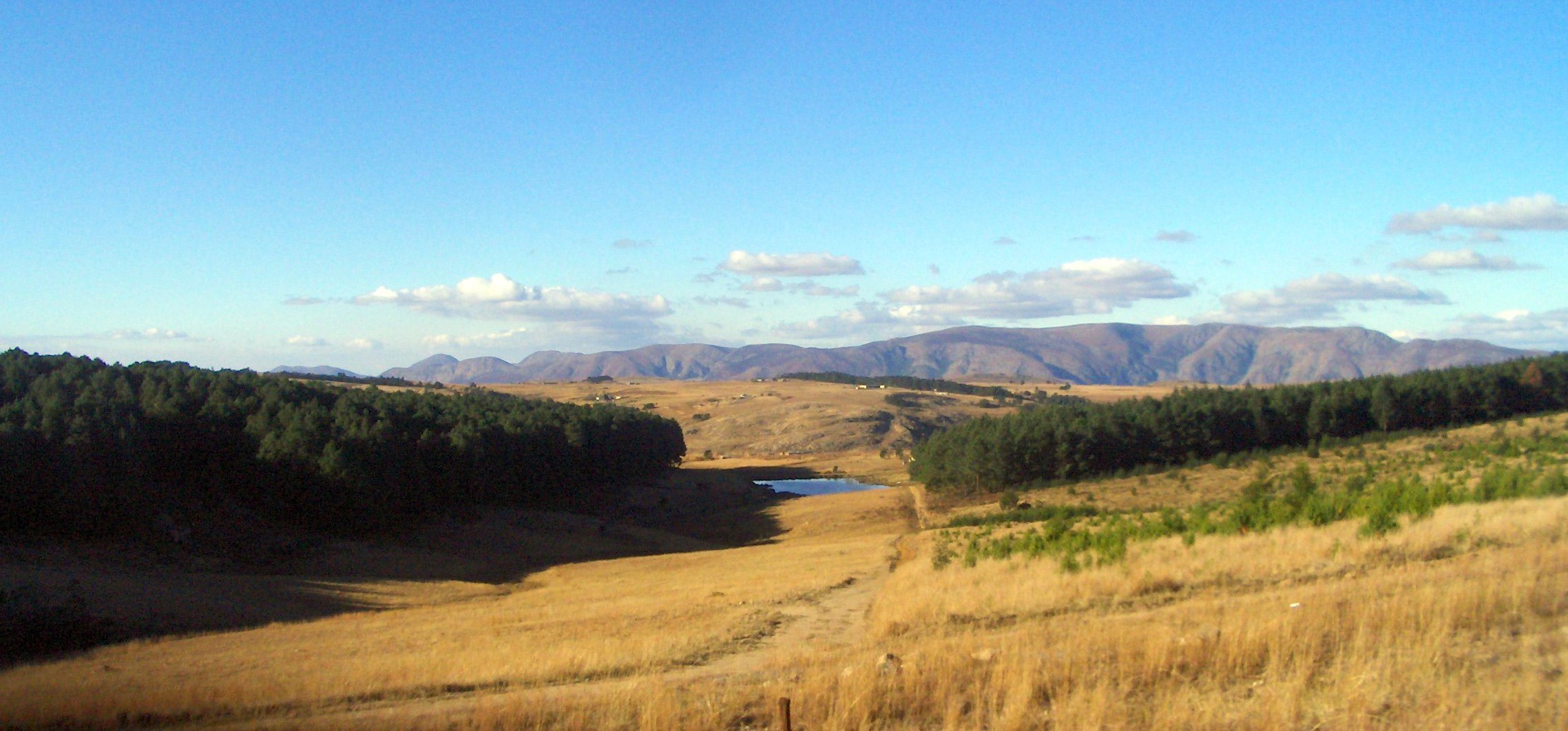
Một cảnh quan tiêu biểu ở Eswatini

## Địa lý và động thực vật
Eswatini có diện tích khoảng 17.364 km2, hơi nhỏ hơn bang New Jersey của Hoa Kỳ. Nó giáp với tỉnh Mpumalanga của Nam Phi ở phía bắc, tây và nam và với Mozambique ở phía nam. Một phần của vùng Thượng veld, phía tây đất nước, là khu vực có rừng. Vùng Trung veld có những ngọn đồi và thung lũng; và vùng Nam veld với các loại cây bụi. Bốn dòng sông lớn nhất của Eswatini là Komati, Usutu, Mbuluzi và Ngwavuma. Điểm thấp nhất là lòng sông Usutu, và điểm cao nhất là đỉnh Emlembe cao 1.862 m.

### Khí hậu
Eswatini có khí hậu từ nhiệt đới đến cận ôn đới. Mưa chủ yếu rơi vào mùa hè. Mùa đông là mùa khô. Lượng mưa hàng năm cao nhất ở Thợng veld, giữa 1.000 và 2.000 mm (39,4 và 78,7 in) tùy theo năm. Càng về phía đông, mưa càng ít, với Lowveld ghi 500 đến 900 mm (19,7 đến 35,4 in) mỗi năm. Biến động về nhiệt độ cũng liên quan đến độ cao của các vùng khác nhau. Nhiệt độ của vùng Thượng veld ôn hòa và hiếm khi nóng một cách khó chịu, trong khi Hạ veld có thể ghi nhận nhiệt độ khoảng 40 °C (104 °F) vào mùa hè.
Biến đổi khí hậu ở Eswatini chủ yếu thể hiện rõ ở việc thay đổi lượng mưa - bao gồm cả sự biến đổi, hạn hán kéo dài và cường độ bão tăng cao. Đổi lại, điều này dẫn đến sa mạc hóa, tăng sự mất an ninh lương thực và giảm dòng chảy của sông. Mặc dù chịu trách nhiệm cho một phần không đáng kể trong tổng lượng khí thải nhà kính toàn cầu, Eswatini dễ bị ảnh hưởng bởi tác động của biến đổi khí hậu. Chính phủ Eswatini đã bày tỏ lo ngại rằng biến đổi khí hậu đang làm trầm trọng thêm các thách thức xã hội hiện tại như nghèo đói, tỷ lệ nhiễm HIV cao và mất an ninh lương thực và sẽ hạn chế mạnh mẽ khả năng phát triển của đất nước, theo Tầm nhìn năm 2022. Về mặt kinh tế, biến đổi khí hậu đã ảnh hưởng xấu đến Eswatini. Ví dụ, hạn hán 2015-2016 làm giảm xuất khẩu sản xuất đường và nước giải khát tập trung (xuất khẩu kinh tế lớn nhất của Eswatini). Nhiều mặt hàng xuất khẩu chính của Eswatini là các sản phẩm nông nghiệp thô và do đó dễ bị ảnh hưởng bởi biến đổi khí hậu.

### Biến đổi khí hậu
Biến đổi khí hậu ở Eswatini chủ yếu thể hiện rõ ở việc thay đổi lượng mưa - bao gồm cả sự biến đổi, hạn hán kéo dài và cường độ bão tăng cao. Đổi lại, điều này dẫn đến sa mạc hóa, tăng sự mất an ninh lương thực và giảm dòng chảy của sông. Mặc dù chịu trách nhiệm cho một phần không đáng kể trong tổng lượng khí thải nhà kính toàn cầu, Eswatini dễ bị ảnh hưởng bởi tác động của biến đổi khí hậu. Chính phủ Eswatini đã bày tỏ lo ngại rằng biến đổi khí hậu đang làm trầm trọng thêm các thách thức xã hội hiện tại như nghèo đói, tỷ lệ nhiễm HIV cao và mất an ninh lương thực và sẽ hạn chế mạnh mẽ khả năng phát triển của đất nước, theo Tầm nhìn 2022. Về mặt kinh tế, biến đổi khí hậu đã ảnh hưởng xấu đến Eswatini.. Ví dụ, hạn hán 2015-2016 làm giảm xuất khẩu sản xuất đường và nước giải khát tập trung (xuất khẩu kinh tế lớn nhất của Eswatini). Nhiều mặt hàng xuất khẩu chính của Eswatini là các sản phẩm nông nghiệp thô và do đó dễ bị ảnh hưởng bởi khí hậu thay đổi.

### Hệ động thực vật

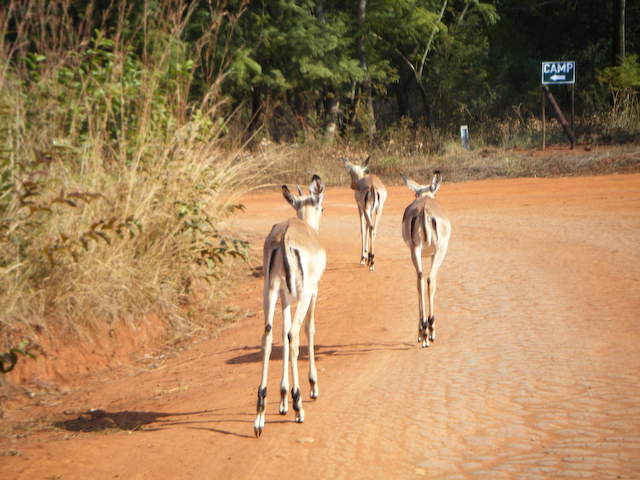
Một đàn linh dương ở Eswatini

Có 507 loài chim ở Eswatini, bao gồm 11 loài bị đe dọa toàn cầu và bốn loài được giới thiệu, và 107 loài động vật có vú đặc hữu ở Eswatini, bao gồm tê giác đen cực kỳ nguy cấp ở miền Nam và bảy loài nguy cấp hoặc đang bị đe doạ khác. Các khu vực được bảo vệ của Eswatini bao gồm bảy khu bảo tồn thiên nhiên, bốn khu bảo tồn biên giới và ba khu bảo tồn động vật hoang dã hoặc trò chơi. Công viên quốc gia hoàng gia Hlane, công viên lớn nhất ở Eswatini, rất phong phú về đời sống của loài chim, bao gồm kền kền lưng trắng, kền kền mặt trắng và kền kền mũi đất, những chim săn mồi như đại bàng võ, dơi, và đại bàng dài, và nơi làm tổ cực nam của cò marabou.

Hệ động vật tự nhiên của Eswatini đã bị suy giảm nghiêm trọng trong những năm gần đây vì sự hủy hoại môi trường sống do sự lây lan của quần thể người và các loài đại diện như linh dương, hà mã, tê giác, hươu cao cổ và ngựa vằn được tìm thấy phần lớn trong các khu bảo tồn. Tuy nhiên, những động vật có vú nhỏ hơn như khỉ đầu chó, khỉ, chó rừng và cầy mangut vẫn có thể gặp phải và một số loại rắn có phân bố rộng. Cá sấu cũng phổ biến ở các dòng sông Lowveld. Cuộc sống của chim rất phong phú trong mỗi môi trường sống và bao gồm cả quần thể cư trú và di cư (sinh sản và không giao phối).

## Phân chia hành chính
Eswatini được chia thành bốn vùng: Hhohho, Lubombo, Manzini và Shiselweni. Trong mỗi vùng, có một số tinkhundla (số ít là inkhundla). Các khu vực được quản lý bởi một quản trị vùng, được hỗ trợ bởi các thành viên được bầu trong mỗi inkhundla.
Chính quyền địa phương được chia thành các hội đồng nông thôn và thành thị có cấu trúc khác nhau tùy thuộc vào mức độ phát triển trong khu vực. Mặc dù có các cấu trúc chính trị khác nhau đối với chính quyền địa phương, nhưng hiệu quả của các hội đồng đô thị là các đô thị và các hội đồng nông thôn là tinkhundla. Có mười hai đô thị và 55 tinkhundla.
Có ba cấp chính quyền trong khu vực đô thị và chúng là các hội đồng thành phố, hội đồng thị trấn và ủy ban thị trấn. Biến thể này xem xét kích thước của thị trấn hoặc thành phố. Tương tự, có ba tầng ở khu vực nông thôn là chính quyền khu vực ở cấp khu vực, tinkhundla và trưởng. Các quyết định được đưa ra bởi hội đồng đầy đủ dựa trên các khuyến nghị của các tiểu ban khác nhau. Thư ký thị trấn là cố vấn trưởng trong mỗi hội đồng hội đồng địa phương hoặc ủy ban thị trấn.
| Vùng       | Thủ phủ   | Thành phố lớn nhất | Diện tích (km2) | Dân số  |
| ---------- | --------- | ------------------ | --------------- | ------- |
| Hhohho     | Mbabane   | Mbabane            | 3.569           | 320.651 |
| Manzini    | Manzini   | Manzini            | 5.068           | 355.945 |
| Shiselweni | Nhlangano | Nhlangano          | 3.790           | 204.111 |
| Lubombo    | Siteki    | Siteki             | 5.947           | 212.531 |

## Kinh tế

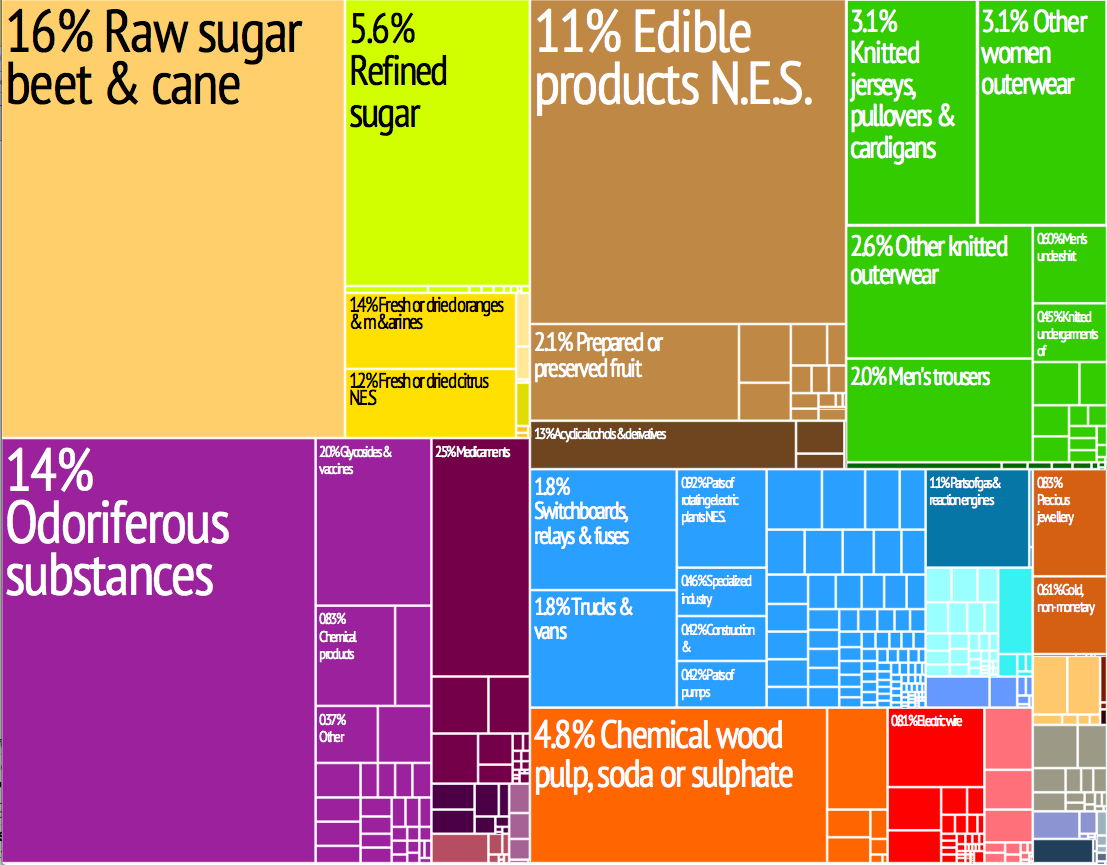
Biểu đồ tỷ lệ xuất khẩu của Eswatini

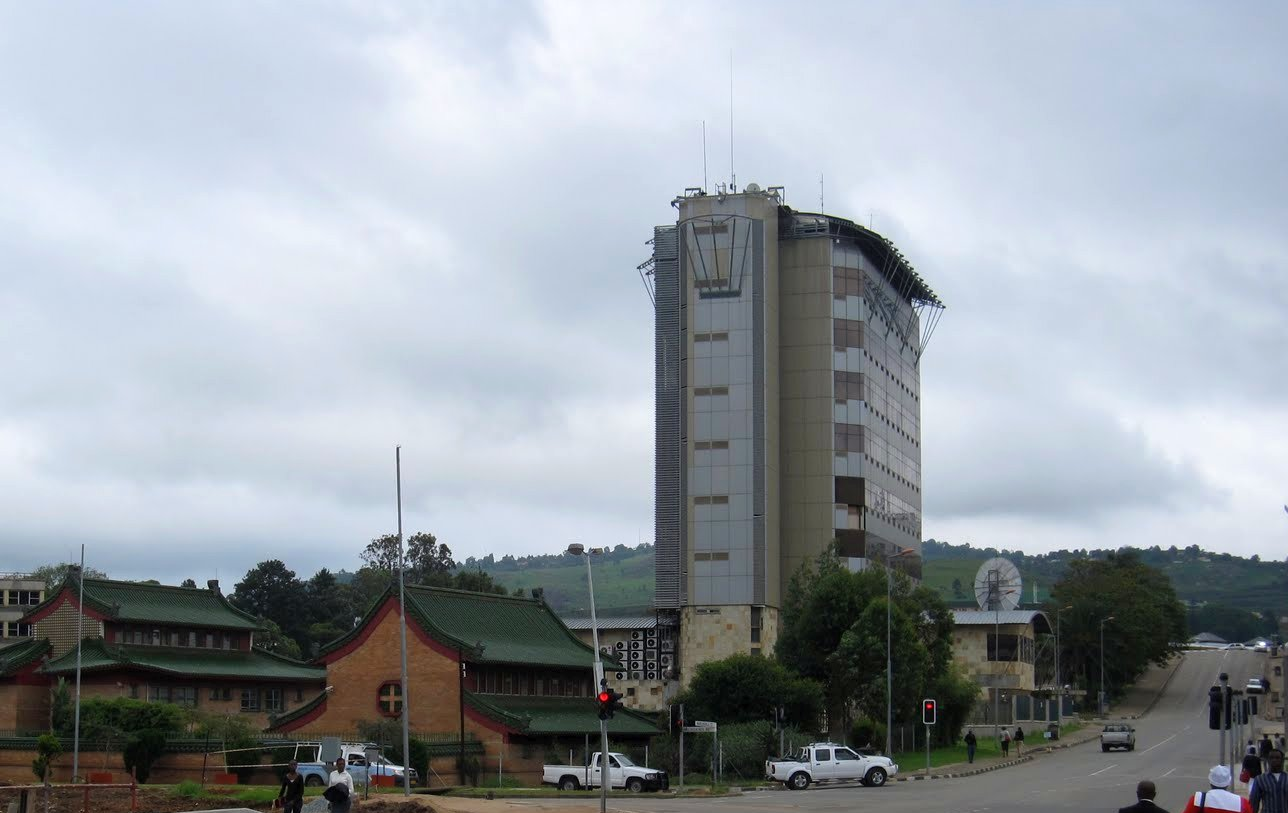
Ngân hàng trung ương Mbabane

Kinh tế Eswatini khá đa dạng, nhưng là một nền kinh tế nhỏ và nhìn chung còn khá lạc hậu. Hơn 70% dân số của Eswatini sống ở nông thôn và sống bằng nghề trồng trọt. Hạn hán khi xảy ra thường gây ra nạn đói và đe dọa đến cuộc sống của rất nhiều người. Tỉ lệ thất nghiệp của nước này cũng khá cao, lên tới 40% và có tới 70% dân số nước này sống dưới mức 1 dollar Mỹ một ngày. Số lượng việc làm mới không đáp ứng đủ nhu cầu việc làm của người dân. Gia tăng dân số tại nước này càng làm gia tăng áp lực lên những nguồn tài nguyên và các dịch vụ xã hội như giáo dục và y tế. Những năm qua, tốc độ tăng trưởng kinh tế của Eswatini không ổn định và khá bấp bênh. Năm 2006, tốc độ tăng trưởng kinh tế của nước này là 1,2%.

Nền kinh tế Eswatini dựa một phần khá lớn vào ngành sản xuất nước ngọt, xuất khẩu đường, vải sợi, hoa quả đóng hộp. Các mặt hàng nhập khẩu chính của nước này là máy móc, thiết bị, hóa chất và nhiên liệu. 

Eswatini là một phần của Liên minh Hải quan Nam Phi (xanh lá).

Eswatini là nhà sản xuất đường lớn thứ tư ở châu Phi và đứng thứ 25 trên thế giới. Điều này cho thấy sự tập trung to lớn của ngành để tiếp tục phát triển kinh tế. GDP của Eswatini là 8,621 tỷ đô la Mỹ trong năm 2014 dựa trên ngang giá sức mua và trong đó 7,2% là từ ngành nông nghiệp và của ngành đó, mía và các sản phẩm đường có tác động lớn nhất đến GDP. Theo World CIA Factbook, bột gỗ và mía là mặt hàng xuất khẩu lớn nhất của Eswatini cho đến khi nhà sản xuất bột gỗ đóng cửa vào tháng 1 năm 2010. Điều này khiến ngành mía đường trở thành mặt hàng xuất khẩu chính duy nhất. Công ty lớn
nhất sản xuất đường ở Eswatini là Tập đoàn Đường Hoàng gia Swaziland (RSSC) và nó sản xuất ít hơn hai phần ba tổng lượng đường trong cả nước và tạo ra hơn 3.000 việc làm cho người dân Eswatini. RSSC bao gồm hai nhà sản xuất máy nghiền đường chính là Mhlume và Simunye, sản xuất 430.000 tấn mía kết hợp mỗi mùa. Nhà sản xuất mía lớn thứ ba là Công ty Bất động sản Tambankulu (bất động sản đường độc lập lớn nhất) và nó sản xuất 62.000 tấn đường hàng năm trên 3.816 ha đất.
Các đối tác xuất khẩu lớn nhất của Eswatini là Cộng đồng phát triển Nam Phi (SADC) và Liên minh châu Âu. SADC là một nhóm gồm nhiều quốc gia Nam Phi đã hợp tác với nhau để cố gắng cải thiện tình trạng kinh tế xã hội cá nhân của họ. Trong năm 2014-2015, sản lượng đường của Eswatini là 680.881 tấn và trong số này khoảng 355.000 tấn đường đã được chuyển đến Liên minh châu Âu, lớn hơn bất kỳ đối tác xuất khẩu nào khác. Một đối tác thương mại khác của Eswatini là Hoa Kỳ nơi họ vận chuyển 34.000 tấn đường trong năm 2014-2015 theo Hạn ngạch thuế quan. Những con số này tăng lên từ những năm qua và tiếp tục tăng. Sản lượng dự kiến dựa trên dự đoán dự báo bài 2015-2016 là Eswatini sẽ sản xuất 705.000 tấn, một kỷ lục mới của quốc gia có thể được quy cho sự gia tăng đất có sẵn cho canh tác đường. Trong số này dự đoán, khoảng 390.000 tấn sẽ được chuyển đến Liên minh châu Âu như một phần của Thỏa thuận đối tác kinh tế mới (EPA). Thỏa thuận mới này giữa EU và SADC có nghĩa là các thành viên như Eswatini có thể bán đường của họ trên cơ sở miễn thuế và hạn ngạch.

## Xã hội

### Nhân khẩu

Dân số của Eswatini (nghìn) giai đoạn 1950–2021

Dân tộc chủ yếu sinh sống tại Eswatini là người Swazi. Bên cạnh đó còn có một số người Zulu và người da trắng thiểu số có gốc Anh và Hà Lan. Tiếng Swazi và tiếng Anh là hai ngôn ngữ chính thức ở Eswatini. Tiếng Zulu và tiếng Tsonga được nói bởi những người dân thuộc các bộ tộc thiểu số này.
Theo số liệu tháng 7 năm 2007, dân số của Swaziland là 1.113.066 người. Eswatini là một trong số rất ít nước tại châu Phi có tỉ lệ gia tăng dân số tự nhiên âm. Năm 2007, tốc độ gia tăng dân số của nước này là -0,337%. Nguyên nhân là do tỉ lệ tử tại Eswatini quá cao, chủ yếu là do sự lan tràn của đại dịch HIV/AIDS. Tính đến năm 2013, nước này đã có tới 27.36% người trưởng thành bị nhiễm AIDS, một con số cao đến mức khó tin. Đại dịch AIDS đang trở thành một thảm họa sống còn tại đất nước này.

### Ngôn ngữ
SiSwati (còn được gọi là Swati, Swazi hoặc Siswati) là một ngôn ngữ Bantu của nhóm Nguni, được nói ở Eswatini và Nam Phi. Nó có 2,5 triệu người nói và được dạy trong trường học. Đây là ngôn ngữ chính thức của Eswatini, cùng với tiếng Anh và là một trong những ngôn ngữ chính thức của Nam Phi. Tiếng Anh là phương tiện giao tiếp trong trường học và trong việc tiến hành kinh doanh bao gồm cả báo chí.

Khoảng 76.000 người trong nước nói tiếng Zulu. Tiếng Tsonga, được nói bởi nhiều người trong khu vực được nói bởi khoảng 19.000 người ở Eswatini. Tiếng Nam Phi cũng được nói bởi một số cư dân. Tiếng Bồ Đào Nha đã được giới thiệu như một ngôn ngữ thứ ba trong các trường học, do cộng đồng lớn những người nói tiếng Bồ Đào Nha từ Mozambique hoặc Bắc và Trung Bồ Đào Nha.
| Tôn giáo ở Eswatini (2010) | Tôn giáo ở Eswatini (2010) | Tôn giáo ở Eswatini (2010) | Tôn giáo ở Eswatini (2010) | Tôn giáo ở Eswatini (2010) |
| -------------------------- | -------------------------- | -------------------------- | -------------------------- | -------------------------- |
| Tôn giáo                   | Tôn giáo                   |                            | Phần trăm                  | Phần trăm                  |
| Kitô giáo                  | Kitô giáo                  |                            | 88.1%                      | 88.1%                      |
| Vô thần                    | Vô thần                    |                            | 10.1%                      | 10.1%                      |
| Tín ngưỡng truyền thống    | Tín ngưỡng truyền thống    |                            | 1.0%                       | 1.0%                       |
| Khác                       | Khác                       |                            | 0.8%                       | 0.8%                       |

### Tôn giáo
82,70% dân số theo Kitô giáo, làm cho nó là tôn giáo phổ biến nhất ở Eswatini. Anh giáo, Tin Lành, chiếm đa số trong các Kitô hữu (40%), tiếp theo là Công giáo La Mã 20% dân số.
Vào ngày 18 tháng 7 năm 2012, Ellinah Wamukoya được bầu làm Giám mục Anh giáo của Swaziland, trở thành người phụ nữ đầu tiên làm giám mục ở Châu Phi. 15% dân số theo các tín ngưỡng truyền thống. Cũng có một số lượng nhỏ hơn các tôn giáo ngoài Kitô giáo trong cả nước như Hồi giáo (0,95%), Đức tin Bahá'í (0,5%), và Ấn Độ giáo (0,15%). Có 14 gia đình Do Thái vào năm 2013.
Vương quốc Eswatini không công nhận các cuộc hôn nhân phi dân sự như hợp đồng hôn nhân theo nghi thức Hồi giáo.

### Y tế
Tính đến năm 2016, Eswatini có tỷ lệ nhiễm HIV cao nhất trong số những người trưởng thành từ 15 đến 49 tuổi trên thế giới (27,2%, hơn 1/4 tổng số người trưởng trành trong nhóm này). Hiện tại, quốc gia này cũng đang bị ảnh hưởng bởi đại dịch COVID-19. Nhiều loại bệnh truyền nhiễm như bệnh lao vẫn là vấn đề nan giải. Mặc dù sự viện trợ từ quốc tế đáng kể, chính phủ không tài trợ đầy đủ cho ngành y tế. Các y tá bây giờ và một lần nữa tham gia vào các cuộc biểu tình về điều kiện làm việc tồi tệ, hết thuốc, tất cả đều làm suy yếu chất lượng sức khỏe. Có 16 bác sĩ/100.000 người vào đầu những năm 2000.

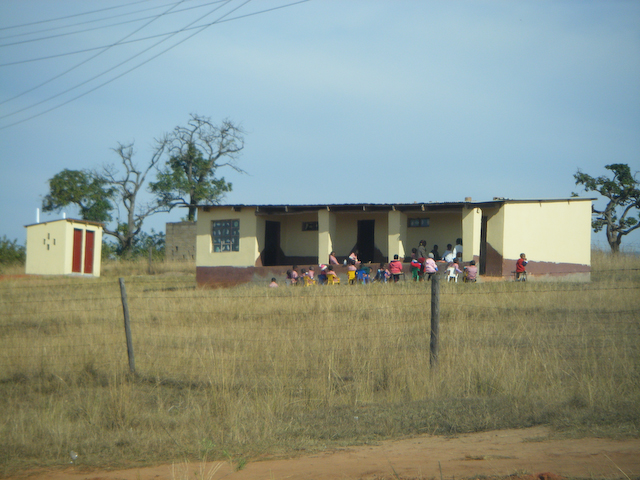
Một trường làng tại Eswatini

### Giáo dục
Giáo dục ở Eswatini bắt đầu bằng giáo dục mầm non cho trẻ sơ sinh, giáo dục tiểu học, trung học cơ sở và giáo dục phổ thông (GET), và các trường đại học và cao đẳng ở cấp đại học. Giáo dục mầm non thường dành cho trẻ em từ 5 tuổi trở xuống; sau đó học sinh có thể đăng ký vào một trường tiểu học ở bất cứ đâu trong cả nước. Ở Eswatini, các trung tâm chăm sóc và giáo dục mầm non (ECCE) ở dạng trường mầm non hoặc điểm chăm sóc cộng đồng (NCP). Ở trong nước, 21,6% trẻ em ở độ tuổi mẫu giáo được tiếp cận với giáo dục mầm non.

#### Giáo dục đại học
Đại học Eswatini, Đại học Nazarene Nam Phi và Đại học Thiên chúa giáo Swaziland (SCU) là những tổ chức cung cấp giáo dục đại học trong nước. Một khuôn viên của Đại học Công nghệ Sáng tạo Limkokwing có thể được tìm thấy tại Sidvwashini (Sidwashini), một vùng ngoại ô của thủ đô Mbabane. Trường Cao đẳng Sư phạm Ngwane và Trường Cao đẳng William Pitcher là những trường cao đẳng giảng dạy của đất nước. Có Trường Cao đẳng Trợ lý Điều dưỡng tại Siteki.
Đại học Eswatini là trường đại học quốc gia, được thành lập năm 1982 theo luật của quốc hội, và có trụ sở tại Kwaluseni với các cơ sở bổ sung tại Mbabane và Luyengo. Đại học Nazarene Nam Phi (SANU) được thành lập năm 2010 với tư cách sáp nhập Trường Cao đẳng Điều dưỡng Nazarene, Trường Cao đẳng Thần học và Trường Cao đẳng Sư phạm Nazarene; nó nằm ở Manzini bên cạnh Bệnh viện Tưởng niệm Raleigh Fitkin. Đây là trường đại học sản sinh ra nhiều y tá nhất cả nước. Một trường đại học có ba khoa trong đó một trường tại Siteki là khoa Thần học và hai trường còn lại được tìm thấy ở Manzini.
Trung tâm đào tạo kỹ thuật chính ở Eswatini là Đại học Công nghệ Swaziland (SCOT) dự kiến sẽ trở thành một trường đại học hoàn chỉnh. Nó nhằm mục đích cung cấp đào tạo chất lượng cao trong nghiên cứu công nghệ và kinh doanh phối hợp với các lĩnh vực thương mại, công nghiệp và công cộng. Các tổ chức kỹ thuật và dạy nghề khác bao gồm Học viện đào tạo nghề và thương mại Gwamile ở Matsapha, Trung tâm đào tạo và công nghiệp Manzini (MITC) tại Manzini, Trung tâm đào tạo kỹ năng nông nghiệp Nhlangano và Trung tâm đào tạo công nghiệp Siteki.
Ngoài các tổ chức này, vương quốc còn có Viện Quản lý và Hành chính công Swaziland (SIMPA) và Viện Quản lý Phát triển (IDM). SIMPA là một học viện quản lý và phát triển thuộc sở hữu của chính phủ và IDM là một tổ chức khu vực tại Botswana, Lesotho và Eswatini, cung cấp đào tạo, tư vấn và nghiên cứu về quản lý. Trường đại học quản lý Poole của Đại học bang Bắc Carolina là một trường chị em của SIMPA. Trung tâm quản lý Mananga được thành lập tại Ezulwini với tư cách là Trung tâm quản lý nông nghiệp Mananga vào năm 1972 như là một trung tâm phát triển quản lý quốc tế cung cấp đào tạo cho các nhà quản lý cấp trung và cấp cao.

## Hình ảnh

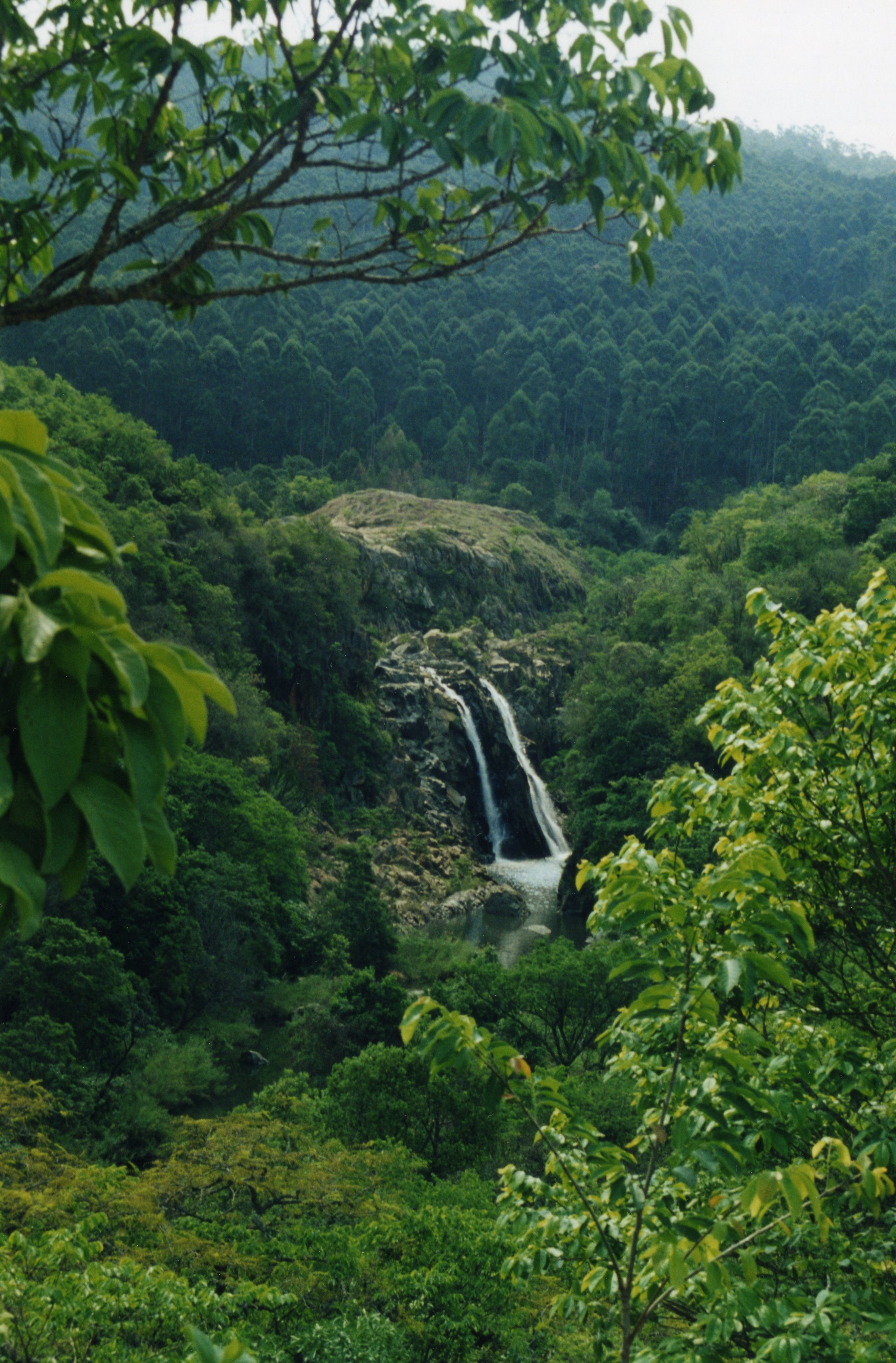
Thác nước Mantenga
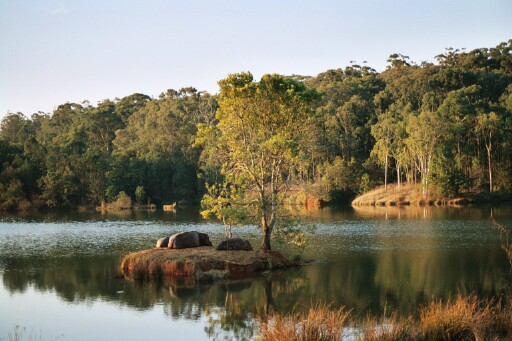
Một hồ nước tại Swaziland
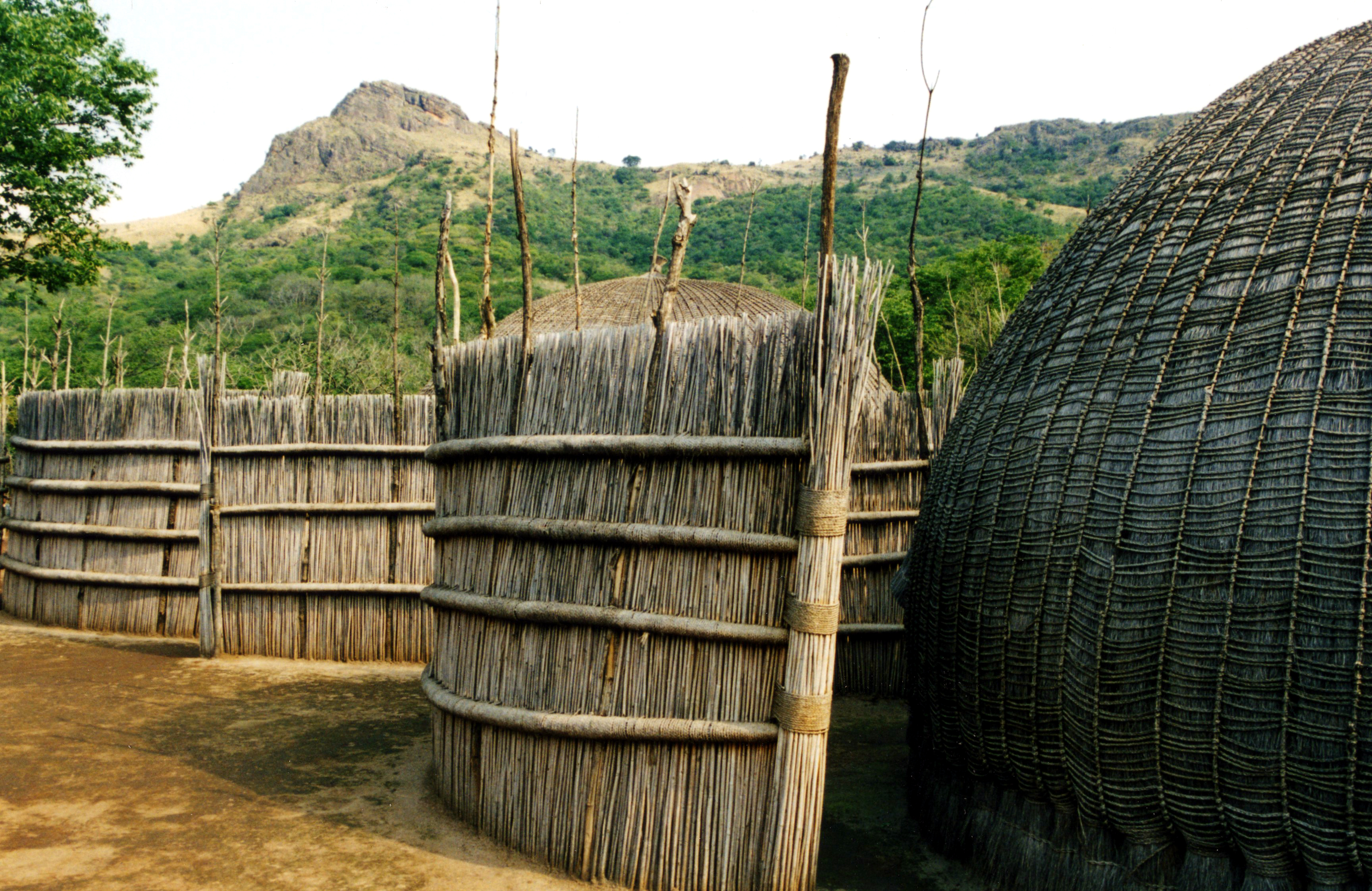
Ngôi nhà truyền thống ở Swaziland
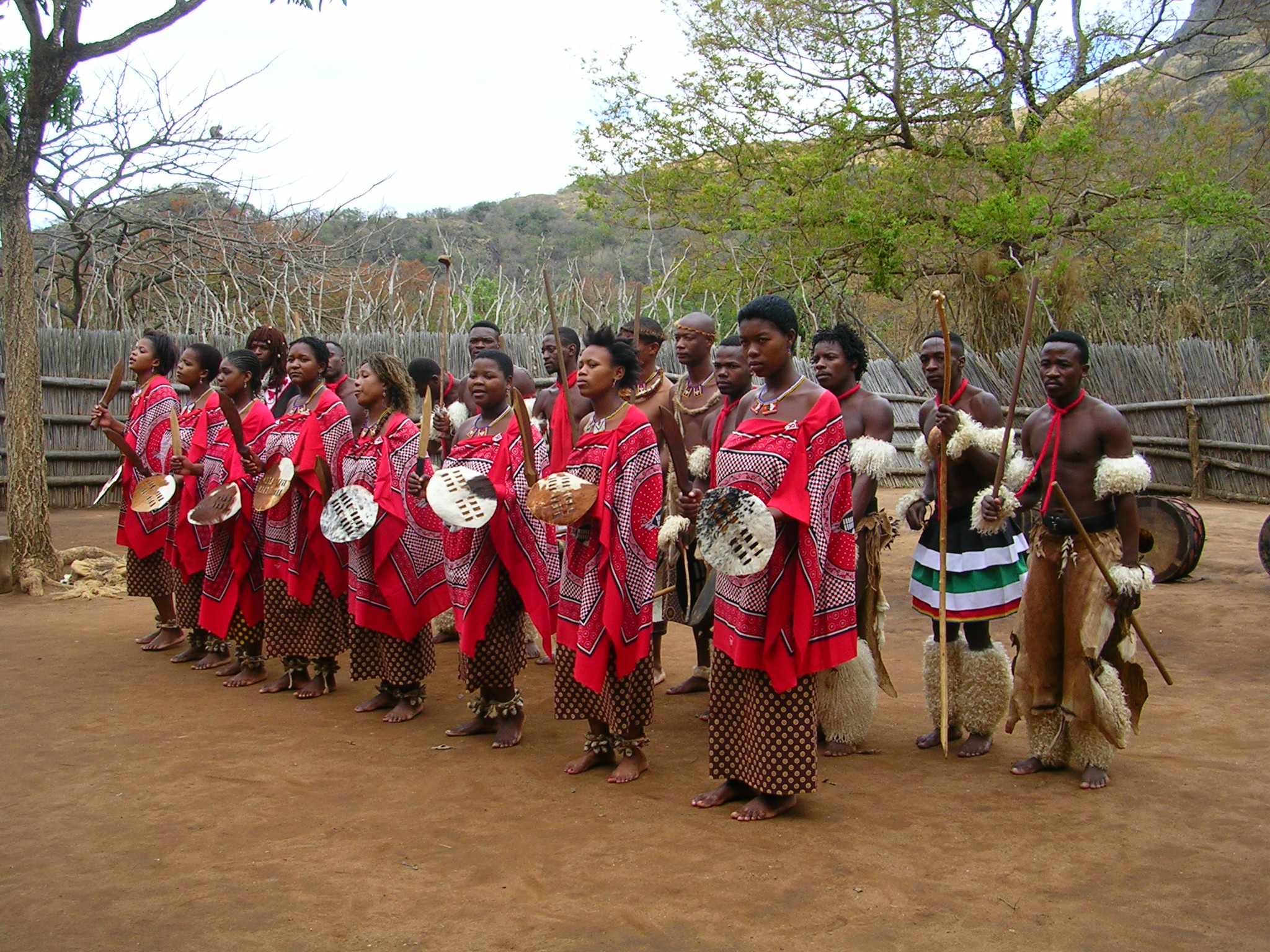
Một điệu nhảy truyền thống
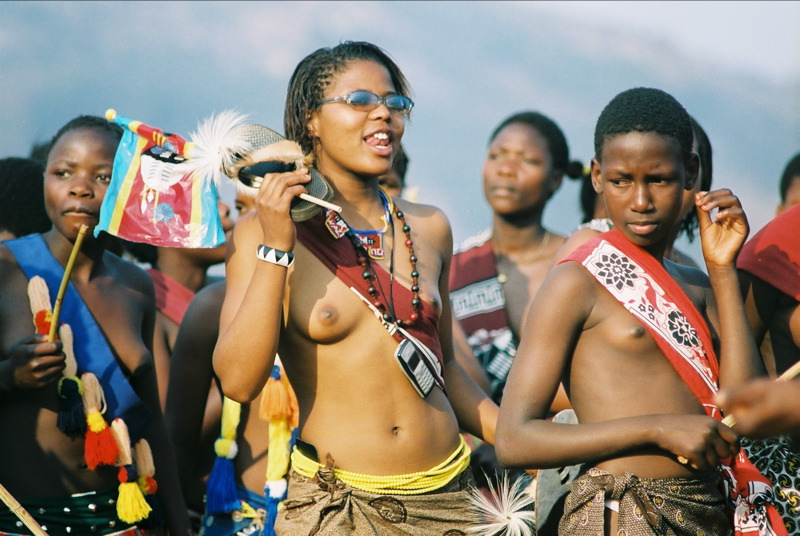
Lễ hội Cây Sậy Umhlanga tôn vinh phụ nữ và trinh tiết của các cô gái